# Thousand Foot Krutch
Thousand Foot Krutch is een Canadese christelijkerockband uit Peterborough, Ontario. Vijf keer haalde Thousand Foot Krutch de Billboard 200.
De band werd opgericht in 1995 onder de naam Oddball door Trevor McNevan in het Canadese Peterborough. De eerste line-up bestond naast McNevan uit Joel Bruyere, die nog altijd bandlid is, Dave Smith, Tim Baxter en Neil Sanderson. Het eerste album onder de naam Thousand Foot Krutch was That's What People Do.
Tegenwoordig bestaat de band uit oprichter McNevan, Joel Bruyere en Steve Augustine als vaste bandleden. Gitarist Ty Dietzler gaat mee op tours. 

## Discografie
Onder de naam Oddball werd één album uitgebracht:
- Shutter Bug (1995)

Als Thousand Foot Krutch werden de volgende studioalbums uitgebracht:
- That's What People Do (1997)
- Set it Off (2001)
- Phenomenon (2003)
- The Art of Breaking (2005)
- The Flame in All of Us (2007)
- Welcome to the Masquerade (2009)
- The End is Where We Begin (2012)
- Oxygen: Inhale (2014)
- Exhale (2016)